# 高速戦闘艇

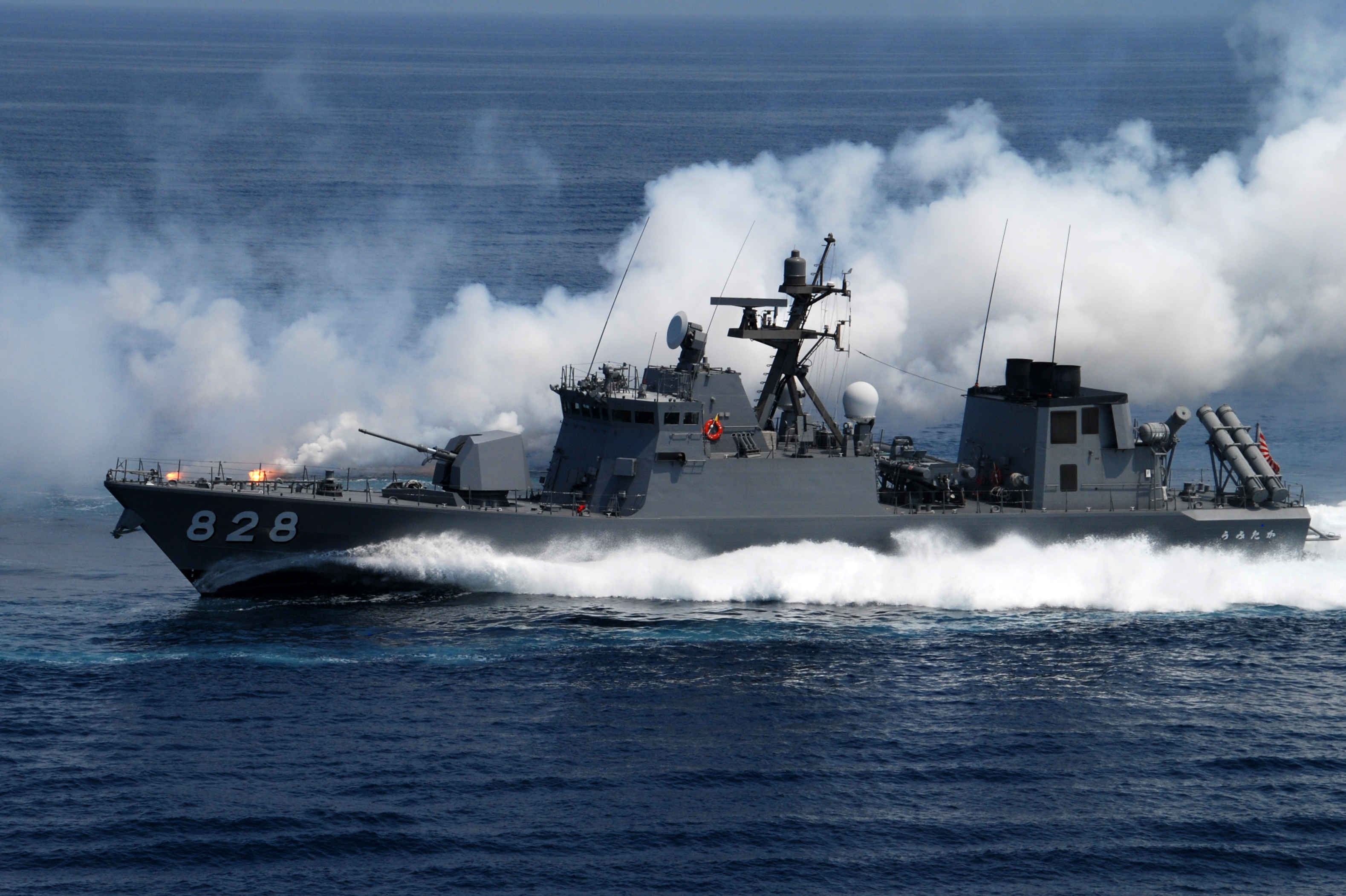
海上自衛隊のミサイル艇「うみたか」

高速戦闘艇（こうそくせんとうてい、英語: Fast attack craft, FAC）は、小型・高速の戦闘用艦艇で、水上艦船に対する攻撃を任務とするものの総称。主兵装に応じて、魚雷艇やミサイル艇などに細分される。

## 分類
イギリスのジェーン海軍年鑑では、おおむね速力30ノット以上・満載排水量700トン未満の水上戦闘艇をFACと区分しており、主兵装に応じて、ミサイル艇（FAC-Missile）、魚雷艇（FAC-Torpedo）、砲艇（FAC-Gun）などといったように分類している。また近年では、ボグハマーのようなモーターボートや、更にジェットスキーのように、活動区域が沿岸区域に限定されるような小型艇をFIAC（Fast Inshore Attack Craft）と称することもあるが、これらは対戦車ミサイルやその他の歩兵用軽兵器 (Crew-served weapon) 、更には自爆攻撃などを攻撃手段とする。
なお、アメリカ海軍協会 (USNI) の「コンバットフリーツ・オブ・ザ・ワールド」 (Combat Fleets of the World) ではFACという用語を使用せず、それぞれ「ミサイル搭載哨戒艇」や「魚雷艇」などといった個別の名称を使用している。

## 歴史

### 水雷艇の登場まで
小型艇をもって敵の大艦を攻撃するという海戦術は、古来から広く実施されてきた。例えば帆船時代の海戦戦術の一つとして、各種装載艇に強襲隊員を配員し、オールで航走して敵の根拠地内に突入し、敵の停泊艦隊を強襲することが行われた。しかしこれらの強襲作戦は基本的に移乗攻撃を前提としたものであり、大型艇にはカロネード砲を搭載することもあったとはいえ、これも対艦兵器というよりは火力支援用としての性格が強かった。
その後、水雷、特に魚雷の発達とともに、小型艇でも敵の大艦の戦力を喪失せしめうる打撃力を備えるに至り、これを主兵装とした水雷艇が登場した。しかし水雷艇を大型化した駆逐艦が登場すると、水雷艇のニッチはこちらに奪われていき、残った水雷艇も沿岸用の小型駆逐艦としての性格が強くなっていった。

### 魚雷艇の登場と発達

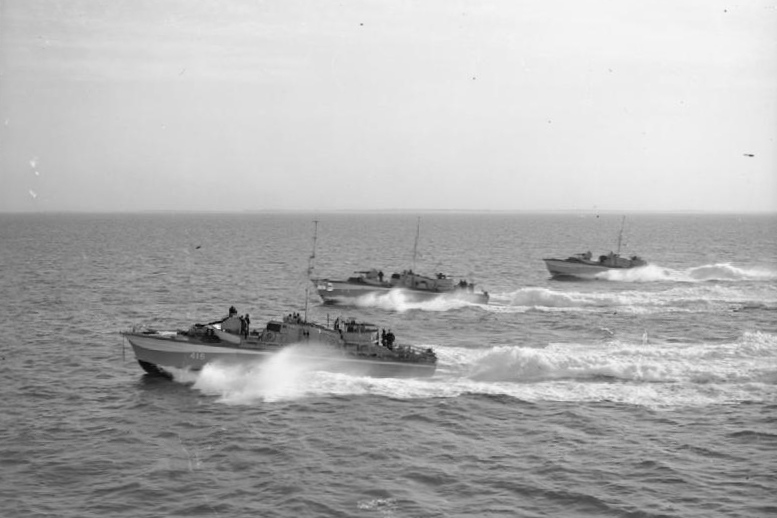
ノルマンディー上陸作戦で敵襲に備える英海軍MTB

第一次世界大戦中、駆逐艦の汎用化が進むにつれて、それを補うように魚雷攻撃専用の高速艇が復活し、既存の水雷艇と区別して魚雷艇と称された。水雷艇・駆逐艦が外燃機関を用いた排水量型の蒸気船であったのに対し、魚雷艇は基本的に内燃機関を用いた滑走船型のモーターボートであった。ドーバーパトロールのCMB (Coastal Motor Boat) やイタリア海軍のMASが配備されたが、特に後者は、オーストリア＝ハンガリー帝国海軍の戦艦「セント・イシュトヴァーン」を撃沈するという大戦果を挙げて、勇名を馳せた。
1930年代中盤のイタリアのエチオピア侵攻を契機としてヨーロッパにおける軍事的緊張が高まると、再び魚雷艇の開発が活発化し、ドイツ海軍のSボートやイギリス海軍の高速魚雷艇（MTB）、アメリカ海軍のPTボートなどが配備されていった。第二次世界大戦において、これらの魚雷艇は広く実戦投入された。

### ミサイル艇の登場と限界
大戦後も、各国で魚雷艇様式の高速艇の研究・開発が進められており、イギリスでは主機としてガスタービンエンジンの導入を試みた。またソビエト連邦では、主兵装として艦対艦ミサイル（SSM）の導入を志向しており、1950年代末にP-15「テルミート」（SS-N-2「スティクス」）の開発に成功すると、ただちに183型（P-6級）魚雷艇の雷装をSSM装備に換装した183R型ミサイル艇（コマール型）の配備を開始、続いてより本格的なミサイル艇として205型大型ミサイル艇（オーサ型）も開発した。これらのミサイル艇は、東側諸国やその同盟国に広く供与・輸出された。
西側諸国でのミサイル艇の配備に先鞭をつけたのがイスラエル海軍で、1960年代初頭より、西ドイツ海軍のヤグアル級魚雷艇を元に、国産のガブリエルSSMを搭載したサール級ミサイル艇（サールI～III型）の開発・配備に着手した。この開発中の1967年には、虎の子の駆逐艦の1隻をエジプト海軍のコマール型ミサイル艇に撃沈されるというエイラート事件が発生し、西側諸国にSSMの脅威を強く印象づけたが、イスラエル海軍は自身のミサイル艇の開発・配備を推進し、1973年の第四次中東戦争におけるラタキア沖海戦では、国産ミサイル艇5隻によってミサイル艇3隻を含むシリア海軍艦艇5隻を一掃し、しかも人員・器材とも損害を受けないという完勝を収めた。このような中東地域でのミサイル艇の活躍とともに、西側諸国でもミサイル艇が広く配備されるようになっていった。
しかしオーサ型やサール級のような200トン級の艇では耐航性や基地依存性の面から活動海面が限られるという問題があり、ソ連・イスラエルともに、続いて建造した1241型大型ミサイル艇（タランタル型）やレシェフ級ミサイル艇（サールIV型）では400～500トン級と大型化した。またこのような大型ミサイル艇であっても、搭載できる対空兵器には限度があることから航空優勢を喪失した状態での生存は望み難く、また測的能力の限界から単独ではSSMの射程を活用できず、他の艦艇や航空機との連携が必須であるという制約があった。
このような制約が認識されたこともあって、高速戦闘艇の建造は1970年代から1980年代初めにかけてがピークとなり、80年代末以降の建造数は減少している。例えばイスラエル海軍では、一度は駆逐艦・護衛駆逐艦を全廃して水上戦闘艦艇をミサイル艇に統一したものの、レシェフ級（サールIV型）を更に大型化したサール4.5型ミサイル艇では測的用の艦載ヘリコプターや自衛用の艦対空ミサイルの搭載を試みたのち、艦型を大幅に拡大してこれらを兼備したサール5型コルベットへと移行している。